# Gara Ploiești Est
Gara Ploiești Est este o gară care deservește municipiul Ploiești, România.